# Edmond Amran El Maleh
Edmond Amran El Maleh, född 1917, död 2010, var en marockansk författare som skrev på franska.
El Maleh, som har både berbersk och judisk bakgrund, debuterade som författare vid 63 års ålder. Han gav ut ett flertal romaner samt noveller och essäer, och räknades som en ledargestalt i marockansk litteratur i början av 2000-talet.